# Alstroemeria diluta
Alstroemeria diluta  es una especie fanerógama, herbácea, perenne y rizomatosa perteneciente a la familia de las alstroemeriáceas. Es originaria del norte y centro de Chile.
Presenta dos subespecies. La subespecie típica, Alstroemeria diluta  subsp. diluta , del centro de Chile y Alstroemeria diluta  subsp. chrysantha   que se distribuye por el centro y el norte de ese mismo páís.

## Taxonomía
Alstroemeria diluta fue descrita por  Ehrentraut Bayer, y publicado en Mitteilungen der Botanischen Staatssammlung München 24: 173. 1987, o Gatt. Alstr. Chile: 212 (1986 publ. 1987).
Etimología
Alstroemeria: nombre genérico que fue nombrado en honor del botánico sueco barón Clas Alströmer (Claus von Alstroemer) por su amigo Carlos Linneo.
diluta: epíteto latino que significa "diluida, débil".